# Brandon Hunter
Brandon Lamar Hunter (Cincinnati, 24 novembre 1980 – Orlando, 12 settembre 2023) è stato un cestista statunitense, professionista nella NBA, in Europa e in Sudamerica.

## Carriera
Dopo una carriera collegiale ad Athens, uscito da Ohio University in cui segnava 17 punti e 9,5 rimbalzi di media a gara, fu scelto nel draft NBA 2003 al secondo giro (con la chiamata numero 56) dai Boston Celtics. Alla sua prima stagione in NBA maturò 36 presenze con una media di 3,5 punti e 3,3 rimbalzi.
Il 22 giugno 2004 fu selezionato dagli Charlotte Bobcats per l'NBA Expansion Draft, tuttavia non giocò neanche una partita per i Bobcats in quanto fu scambiato il 1º novembre 2004 con Keith Bogans agli Orlando Magic. La sua carriera ad Orlando fruttò 31 presenze e medie di 3,1 punti e 2,2 rimbalzi.
Dopo aver giocato con Orlando, Brandon gioca nella CBA con i Sioux Falls Skyforce. In 25 gare il suo bottino è di 22 punti e 12 rimbalzi di media a partita giocando 36 minuti con il 60% da due punti e il 65% ai tiri liberi.
All'inizio della stagione 2005-06 decide di provare l'esperienza europea e firma un contratto per i greci del Panathinaikos. Tuttavia a causa di un infortunio al polso contro il Pau Orthez riesce a giocare solo due partite di campionato e altre due di Eurolega contro l'Club Baloncesto Málaga, giocando solo due minuti, e contro il Pau-Orthez, mettendo a referto 7 punti, 5 rimbalzi e 1 assist in soli 18 minuti nel parquet. Per questo motivo a febbraio viene tagliato e il 24 marzo 2006 viene messo sotto contratto dalla Carpisa Napoli.
Con la Carpisa Napoli gioca 8 partite di regular season da 6 minuti ciascuna viaggiando a 2 punti, 1,5 rimbalzi e 1 palla recuperata di media a partita. Brandon gioca anche i play-off nella squadra partenopea siglando 7,2 punti, 7 rimbalzi, 1,6 schiacciate, 1 palla recuperata e 1 stoppata a partita in 19 minuti di media.
A fine stagione lascia Napoli, che non lo riconferma, e dopo aver inutilmente tentato la strada NBA in ottobre con i Cleveland Cavaliers, il 23 novembre 2006, insieme alla guardia Paul McPherson, viene ingaggiato dalla TdShop.it Livorno per la stagione 2006-07. A Livorno riesce a esprimersi nel migliore dei modi viaggiando a medie altissime: 15 punti con il 57% da due punti e con un massimo di 29 contro l'Upea Capo d'Orlando, 8,5 rimbalzi con un massimo di 17 contro la Bipop Carire Reggio Emilia, 2 schiacciate, 1,5 recuperi e 1,3 assist in 30 minuti sul parquet. Non riesce, comunque, a far salvare la sua squadra dalla retrocessione in Legadue.
Nella stagione 2007-08 viene ufficializzato dalla Pallacanestro Biella con cui disputa 31 partite a 13 punti, 9,2 rimbalzi con un high di 17 contro la Fortitudo Bologna, schiacciando 1,3 volte, servendo 1 assist e recuperando 1,7 palloni di media a partita giocando 28 minuti scarsi.
La sera di venerdì 26 settembre 2008, durante la presentazione della squadra della  Premiata Montegranaro a Porto San Giorgio, il presidente della società veregrense, Tiziano Basso, comunica che in seguito al taglio dell'ex stella NBA, Shawn Kemp, di averlo messo sotto contratto annuale per la stagione 2008-09.
A Montegranaro totalizza 30 presenze realizzando 13,3 punti e 9,5 rimbalzi a partita.